# Долинське (Роменський район)
Доли́нське (до 2024 року — Черво́на Доли́на) — село в Україні, у Роменському районі Сумської області. Населення становить 8 осіб. Входить до складу Липоводолинської селищної громади.

## Географія
Село Долинське розташоване на відстані 2 км від селища Липова Долина та сіл Веселе та Сидоренкове (село ліквідовано 1978—1988 рр).
По селу тече струмок, що пересихає із запрудою.

## Історія
Село постраждало внаслідок геноциду українського народу, проведеного урядом СРСР 1923—1933 та 1946–1947 роках, кількість встановлених жертв голодомору в селі — 82 людини.
19 вересня 2024 року Верховна Рада підтримала перейменування села Червона Долина на Долинське. 26 вересня 2024 року перейменування набуло чинності.

## Населення

### Мова
Розподіл населення за рідною мовою за даними перепису 2001 року:
| Мова       | Відсоток |
| ---------- | -------- |
| українська | 100%     |